# Tömörkény
Tömörkény község Csongrád-Csanád vármegye Csongrádi járásában.

## Fekvése
Csongrádtól délnyugatra, Csanytelek, Pusztaszer és Kiskunfélegyháza közt helyezkedik el. Szomszédai: észak felől Felgyő, kelet felől Csanytelek, délkelet felől Baks, dél felől Ópusztaszer, délnyugat felől Pusztaszer, nyugat felől Pálmonostora, északnyugat felől pedig Gátér.

### Megközelítése
Észak-déli irányban végighalad a település területén, a központját nyugatról elkerülve a Gátért és Pusztaszert (a 451-es és az 5-ös főutakat) összekötő 4518-as út, így Kiskunfélegyháza és Szeged felől is ez a leginkább kézenfekvő megközelítési útvonala. Pálmonostorával és Csanytelekkel a központján is végighúzódó 4504-es út kapcsolja össze.
Vasútvonalak nem érintik, a legközelebbi vasútállomás a Kiskunfélegyháza–Orosháza-vasútvonal Gátér vasútállomása.

## Története
Tömörkény nevét 1326-ban említették először az oklevelek, Temerkenként. A település a Bor-Kalán nemzetséghez tartozó Szeri Pósafiak, Pósa és Pál birtoka volt.
A középkorban a Tisza mellett fekvő település fontos tiszai átkelő és vámhely volt. 
A török időkből fennmaradt adatok szerint is itt nagy jövedelmű tiszai átkelőhely volt, és a csongrádi nahijéhez tartozott. 1548-ban itt 60 adófizetőt írtak össze, de a településnek papja is említve volt, tehát ekkor már egyháza is volt. Említették még a falu 2 egykerekű malmát, és a törökök által épített kis palánkvárát is. Tömörkény a török csatározások közepette a 17. században részben elpusztult; 1686-ra szinte elnéptelenedett és csak mint pusztát említették a korabeli feljegyzésekben.
A 18. században több birtokosát is említették. Az eredetileg nem a mai helyén, hanem a Tisza mellett fekvő település, azonban a 18. századra  csaknem teljesen megszűnt. 
A 19. században új helyen, a Csongrádtól délnyugatra fekvő Fehértó községtől délre, a mai Gátér területén kezdtek sűrűsödni újra a tanyák, és itt a 19. század második felére a Mindszent községhez tartozó területen már körülbelül 2000 lakost számláló tanyavilág alakult itt ki. A Tanyákból lassanként falu alakult ki, melynek időközben kialakult községközpontja is. 
Az 1891-ben végzett népszámláláskor 2734 magyar lakost számoltak itt össze. 1893-ban elszakadt Mindszent településtől és Tömörkény néven megalakult az új falu.
A 20. század elején Csongrád vármegye csongrádi járásához tartozott. 1910-ben 3435 magyar lakosa volt, ebből 3404 római katolikus volt.

## Közélete

### Polgármesterei
- 1990–1994: Dr. Thirring Ákos (FKgP)[3]
- 1994–1998: Dr. Thirring Ákos Gyula (független)[4]
- 1998–2002: Fekete Gábor (független)[5]
- 2002–2006: Fekete Gábor (független)[6]
- 2006–2010: Fekete Gábor (független)[7]
- 2010–2014: Bánfi Sándor (független)[8]
- 2014–2019: Bánfi Sándor (független)[9]
- 2019–2024: Bánfi Sándor (független)[10]
- 2024– : Bánfi Sándor (független)[1]

## Népesség
| Lakosok száma | 1768 | 1745 | 1706 | 1640 | 1643 | 1632 | 1606 |
|               | 2013 | 2014 | 2017 | 2021 | 2022 | 2023 | 2024 |

2001-ben a település lakosságának közel 100%-a magyar nemzetiségűnek vallotta magát.
A 2011-es népszámlálás során a lakosok 92,8%-a magyarnak, 0,2% bolgárnak, 0,5% cigánynak, 0,2% németnek, 0,4% románnak mondta magát (7,2% nem nyilatkozott; a kettős identitások miatt a végösszeg nagyobb lehet 100%-nál). A vallási megoszlás a következő volt: római katolikus 71,4%, református 2,6%, evangélikus 0,2%, felekezeten kívüli 9,6% (15,9% nem nyilatkozott).
2022-ben a lakosság 91,2%-a vallotta magát magyarnak, 0,6% románnak, 0,5% ukránnak, 0,4% cigánynak, 0,3% németnek, 0,1% örménynek, 0,1% bolgárnak, 1,3% egyéb, nem hazai nemzetiségűnek (8,5% nem nyilatkozott; a kettős identitások miatt a végösszeg nagyobb lehet 100%-nál). Vallásuk szerint 48,3% volt római katolikus, 2,2% református, 0,7% görög katolikus, 0,2% evangélikus, 0,1% ortodox, 0,6% egyéb keresztény, 0,8% egyéb katolikus, 12,8% felekezeten kívüli (34,3% nem válaszolt).

## Nevezetességei

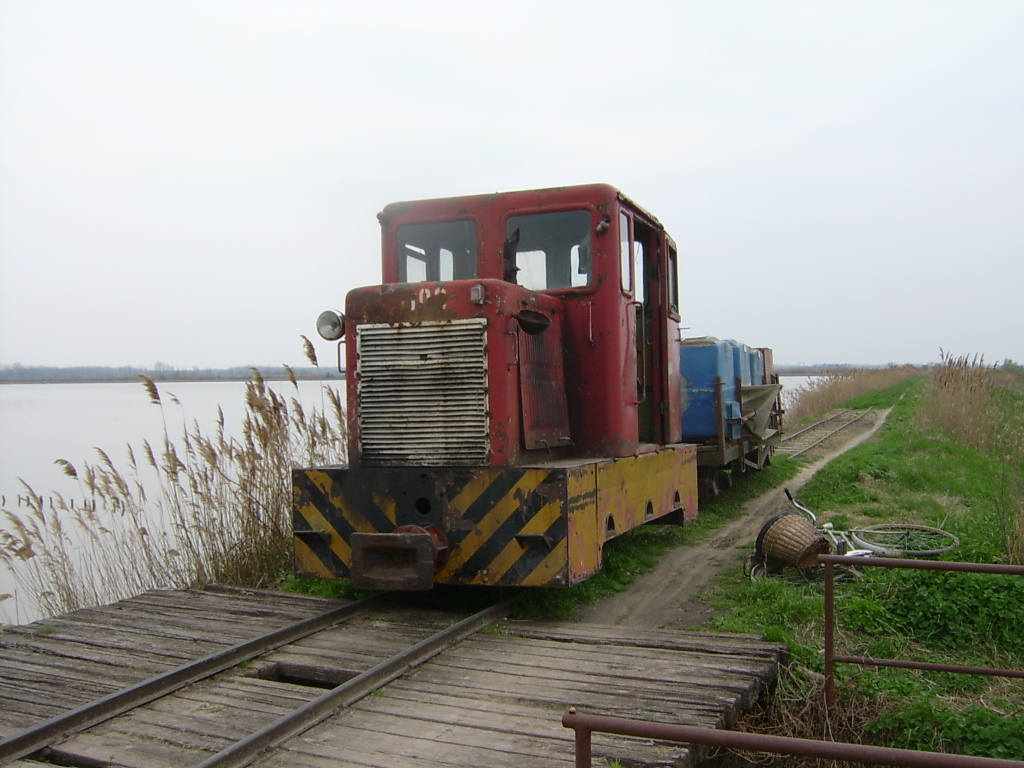
C–50 típusú kisvasúti dízelmozdony a Tömörkényi Halgazdasági Vasúton

- Római katolikus temploma 1903-ban épült Szent Máté tiszteletére. Főoltárát Szent Máté életnagyságú szobra díszíti. Anyakönyvet 1894-től vezetnek.
- Helytörténeti múzeum
- Halastó - területe 1976-tól a Fehér-tó-Pusztaszeri Tájvédelmi Körzet része. Védett madárvilágában ritka madárfajok figyelhetők meg: így a kormorán, nagy kócsag, rétisas is.

## Lásd még
- Tömörkényi Halgazdasági Vasút